# That Certain Age
That Certain Age ist eine US-amerikanische Filmkomödie mit Gesangseinlagen aus dem Jahr 1938 mit Deanna Durbin. 

## Handlung
Der Starreporter Vincent Bullitt ist während einer Reportage über den Spanischen Bürgerkrieg verwundet worden. Sein Boss Gil Fullerton bietet ihm drei Wochen bezahlten Urlaub in seinem Wochenendhaus als Entschädigung an. Alice, des Verlegers hübsche Tochter, ist von der Entwicklung nicht angetan, nutzt sie doch das Haus auf dem Lande gerne für Theaterproben mit anderen Eleven. Gemeinsam mit ihrem besten Freund Ken plant Alice eine Intrige, um Vincent den Aufenthalt im Haus so unangenehm wie möglich zu machen. Doch kaum steht der gutaussehende Reporter dann tatsächlich vor Alice, weichen die Rachplänen romantischen Gefühlen. Das junge Mädchen verwechselt im Überschwang der Emotionen die Freundlichkeiten von Vincent mit echter Zuneigung. Tatsächlich gehört das Herz des rasenden Reporters jedoch Grace Bistow. Nach etlichen Verwechslungen und einigen Eifersuchtsanfällen von Ken findet Alice schließlich heraus, wen sie wirklich in ihr Herz geschlossen hat. 

## Hintergrund
Seit ihrem Erfolg in Three Smart Girls 1936 war Deanna Durbin zum größten Star der Universal Pictures aufgestiegen. Ihre Filme waren finanziell alle sehr erfolgreich, allerdings entwuchs Durbin allmählich den bisherigen Rollen des unschuldigen Mädchens. Das Studio plante den Wechsel hin zu Erwachsenenrollen seit 1938 über die einzelnen Filme mit viel Sorgfalt. Zunächst war geplant, dass That Certain Age der Film werden sollte, in dem Durbin, die im Dezember 1938 17 Jahre alt wurde, ganz offiziell ihren ersten Leinwandkuss erhalten sollte. Die Fans waren allerdings nicht angetan von der Idee. Das Studio erhielt zahlreiche Briefe von besorgten Müttern, die sich um das Wohl ihrer Töchter sorgten, sollte ausgerechnet Deanna Durbin auf der Leinwand romantische Abenteuer erleben und sogar geküsst werden. Am Ende wurde ein Kompromiss gefunden. Deanna Durbin spielt jetzt anders als noch in Mad About Music, der einige Monate vorher in den Verleih gekommen war, einen Teenager und erlebt erstmals romantische Gefühle gegenüber dem anderen Geschlecht. Sie hat einen treuen Verehrer im eigenen Alter. Die Romanze mit dem älteren Mann ist jedoch lediglich eingebildet und kaum mehr als eine exaltierte Backfischschwärmerei. Sie hat insoweit auch keine weiteren Konsequenzen als einigen leidenschaftliche Tagebucheinträge und etwas Liebeskummer. Erst Mitte 1939 in First Love kam es dann zum entscheidenden Kuss für Deanna Durbin. 
Der Status von Durbin als alleinigem Star des Films wird deutlich in der Nennung ihres Namens auf den Plakaten in ebensogroßen Buchstaben wie der Titel. Nancy Carroll war zu Beginn des Tonfilms ein großer Star bei Paramount Pictures, doch bereits 1933 war sie auf Auftritte in Nebenrollen in B-Filmen beschränkt. Hier wird ihr Name erst an fünfter Stelle aufgeführt, noch hinter Irene Rich.

## Musik
Wie in allen Filmen von Deanna Durbin wird von dem Star auch in That Certain Age der übliche Mix aus klassischen Stücken und zeitgenössischen Liedern gesungen. Dabei wurden die nachstehenden Musikstücke verwendet: 
- My Own
- You’re as Pretty as a Picture
- That Certain Age
- Be a Good Scout (Musik jeweils von Jimmy McHugh, Text von Harold Adamson)
- Daisy Bell (Harry Dacre)
- Les Filles de Cadiz (Léo Delibes)
- Auszüge aus Roméo et Juliette (Charles Gounod)

## Kritik
Wie üblich erhielt der junge Star ausgezeichnete Kritiken. Besonders die New York Times war angetan von That Certain Age. Deanna Durbin wurde als kess und charmant („pert and charming“) und der Film als Soloshow für den Star charakterisiert („a script which, strictly speaking, is a solo for a prima donna“).

## Auszeichnungen
Bei der Oscarverleihung 1939 erhielt der Film Nominierungen in den Kategorien: 
- Bester Song – My Own
- Bester Ton